# Motorola
Motorola, Inc. (NYSE MOT) és una empresa  nord-americana especialitzada en l'electrònica i les  telecomunicacions, establerta en Schaumburg, Illinois, un suburbi de Chicago.

## Història

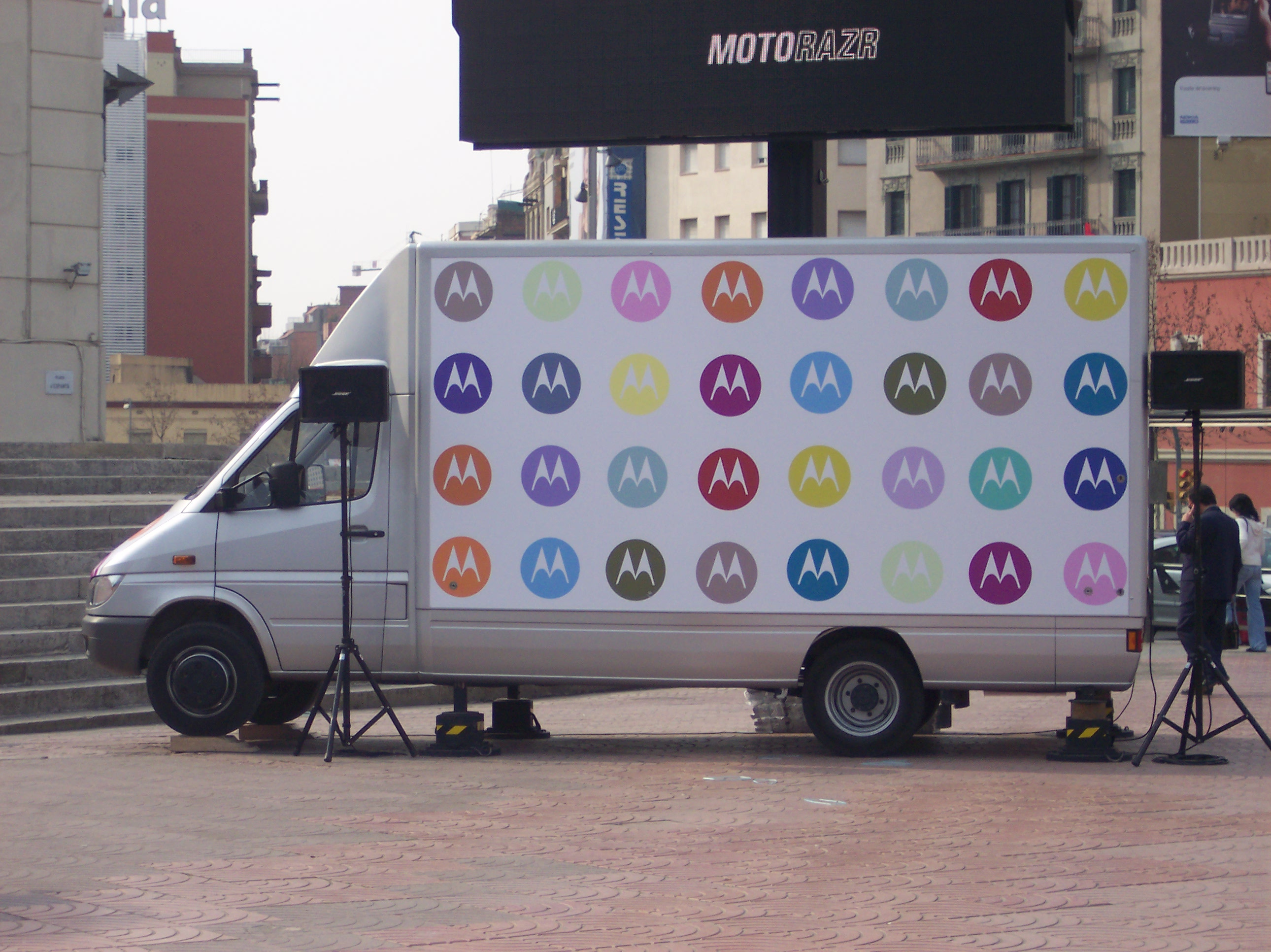
Furgoneta decorada amb el logotip de Motorola.

Fundada el 1928 a Chicago, per Paul V. Galvin i el seu germà Joseph quan adquireixen el negoci de l'eliminador de bateries, per fallida de la Stewart Battery Co, i creen la Galvin Manufacturing Corporation amb només cinc empleats i un patrimoni de 565 dòlars en efectiu, 750 dòlars en eines i un disseny per al primer producte de la companyia: un eliminador de bateria. Aquest permet a les ràdios domèstiques de bateria operar amb el corrent elèctric ordinari de la llar. En fer-se obsolets les ràdios operades amb bateries, passa el mateix amb l'eliminador.
El nom «Motorola» va ser adoptat el 1947, però ha estat utilitzat com a marca comercial des que el 1930 desenvolupa la primera ràdio per a automòbil. El fundador la instal·la en el seu equip just a temps per participar en una convenció comercial de venedors d'automòbils. Com que no va aconseguir un estand per mostrar-la, ho va fer en un dels aparcaments. Inventa la paraula Motorola, unint el terme «motor» amb el sufix «-ola», per suggerir la idea de so en moviment. Altres companyies van utilitzar el sufix -ola per comercialitzar els seus fonògrafs, ràdios i un altre equipament d'àudio en la dècada de 1920, la més famosa d'elles va ser Victrola, l'empresa RCA va llançar el Radiola, una altra companyia que va llançar una màquina tocadiscs al mercat anomenada Rock-Ola, i un editor de pel·lícules anomenat Moviola.
Paul Galvin torna a 1936 d'un viatge per Europa, convençut de la imminència d'un esclat bèl·lic. En 1940, un any després del començament de la Segona Guerra Mundial Motorola produeix la ràdio Handie-Talkie AM, el primer walkie-talkie, que va començar a ser utilitzat per l'exèrcit dels Estats Units, arribant a manufacturar més de 100.000 unitats. Des de llavors una de les seves branques és l'electrònica de comunicacions lligades a la defensa.
Al final dels anys 1960 Motorola comença a treballar en el desenvolupament de la telefonia mòbil i en 1983 llança el Motorola DynaTAC, primer telèfon mòbil del món. Des de llavors, amb Nokia fou líder del mercat. L'abril de 2006, Motorola va vendre la seva línia de producció de productes per a l'automòbil a l'empresa Continental, per a potenciar el sector de la telefonia mòbil.
El 4 de gener del 2011, Motorola va dividir els seus negocis en dues empreses independents: Motorola Mobility i Motorola Solutions. La primera va continuar el negoci dels telèfons mòbils, els descodificadors i els mòdems. La segons es va enfocar en oferir solucions de telecomunicacions per a governs i empreses.
El 15 d'agost del 2011, Google va anunciar la compra de Motorola Mobility per 12.500 milions de dòlars. Després d'un intens procés d'aprovacions antimonopòliques dels reguladors mundials, entre ells els Estats Units, Europa i Xina, el cercador va confirmar el tancament de l'operació el 22 de maig del 2012 tal com va anunciar el conseller delegat de Google Larry Page al bloc de l'empresa.
El 20 de desembre del 2012 Google ven la divisió de descodificadors de televisió a Arris per 2.350 milions de dòlars i el 15,7% de les accions d'Arris Group.

## Finances
El primer trimestre del 2009, va tenir una pèrdua de 190 milions de dòlars i va gastar 1.300 milions de les seves reserves d'efectius, ja que no va poder recaptar en els mercats de capital.

## Productes
Els productes més coneguts de la companyia inclouen microprocessadors (68000, 88000, PowerPC), encaminadors de cable i d'ADSL, tant amb fil com sense fil, telèfons mòbils i sistemes de connexió a xarxes de telefonia mòbil i sense fils com Wimax i Wifi. Motorola és molt coneguda pels seus walkie talkies, i també va participar en el llançament de la constel·lació de satèl·lits Iridium.
El 2007 Motorola adquireix a Symbol Technologies, ampliant la seva cartera de solucions, amb productes com a lectura de codi de barres (Escàners per punt de venda, i industrial) Còmput mòbil, RFID, Software i serveis.
A Amèrica del Nord té forta presència en el mercat de la televisió per cable, on proveeix des d'elements actius de terreny (amplificadors, receptors òptics i altres), sistemes de capçalera si sistema d'accés condicional fins als  descodificadors digitals de les cases.

## Curiositats
- A excepció del Timeport L7089, M702ig/is i el A925, cap Motorola presenta un dispositiu infraroig.

- Motorola és l'única empresa que contra la tendència telefònica llança un nou telèfon mòbil que tan sols realitza trucades i missatges de text  MOTOFONE F3, l'any 2007.

- El Motorola RAZR V3 és el segon telèfon més popular del planeta darrere del Nokia 1100. El RAZR V3 va vendre més de 120 milions d'unitats, sent aquest, que va tenir una enorme varietat de versions.

- Al desembre de 2008, Motorola va llançar un telèfon de luxe amb un disseny amb la particularitat d'una pantalla circular, el Motorola Aura, el preu de venda era de 2000 dòlars (1500 euros).[11]

- El 2008 Motorola va llançar el ZINE ZN5 que té una càmera Kodak de 5.0 MP i va ser declarat el millor telèfon amb càmera fotogràfica.

- A la pel·lículaUna nit al museu 2, Ben Stiller, el seu protagonista, enmig d'una persecució al museu entra a una fotografia que cobra vida, allí se li queda el seu mòbil MOTOQ i un home se l'emporta sense saber què és. Al final, en els crèdits, apareix el mateix home de la fotografia desarmant l'aparell per investigar i la seva mare el crida "Joey Motorola".